# Conte Temple di Stowe
Conte Temple di Stowe è un titolo nobiliare inglese nella Parìa del Regno Unito.

## Storia
Il titolo venne creato nel 1822 per il II marchese di Buckingham. Questi venne creato Marchese di Chandos e Duca di Buckingham e Chandos nel contempo ed in contrasto col marchesato ed il ducato che erano per concessione unicamente maschile, la nuova contea che gli venne assegnata veniva concessa in prima istanza agli eredi maschi ed in mancanza di questi agli eredi maschi discendenti dalla sua bisnonna, la I contessa Temple, ed in mancanza di questi agli eredi di una sua pronipote, lady Anna Grenville (figlia di Richard, conte Temple, poi II duca di Buckingham e Chandos) ed ai suoi discendenti maschi, oppure alle figlie minori di lord Temple ed ai loro eredi maschi.
La contea rimase unita al ducato sino alla morte del nipote del I duca, il III duca, quando il ducato e quattro dei suoi titoli sussidiari si estinsero (la Viscountea e Baronia di Cobham e la Signoria di Kinloss sopravvissero, ad ogni modo). L'ultimo duca venne succeduto nella contea di Temple di Stowe sulla base delle premesse fatte da suo nipote William Gore-Langton. Questi era il primogenito della già menzionata lady Anna Grenville e di suo marito William Gore-Langton. Quest'ultimo era discendente di sir John Gore, Lord Mayor of London nel 1624, il cui fratello Sir Paul Gore, I baronetto, era anche uno degli antenati dei conti di Arran, dei baroni Annaly e dei baroni Harlech.
Il IV conte Temple di Stowe aveva già rappresentato la costituente di Mid Somerset al parlamento tra le file dei conservatori. Nel 1892 assunse per licenza reale il cognome di Temple e venne poi succeduto dal figlio primogenito, il V conte. Quest'ultimo morì senza figli e venne succeduto da suo nipote, il VI conte. Questi era il figlio primogenito del capitano Chandos Temple-Gore-Langton, figlio secondogenito del IV conte. Chandos ebbe due figlie ed alla sua morte i titoli passarono a suo fratello minore, il VII conte, il quale non si sposò mai e venne succeduto da suo cugino, l'VIII conte. Questi era figlio di Evelyn Arthur Grenville Temple-Gore-Langton, terzo e ultimo figlio del IV conte. Alla sua morte nel 2013, gli è succeduto il figlio James.
La sede della famiglia è Stowe House nel Buckinghamshire.

## Conti Temple di Stowe (1822)
- Richard Temple-Nugent-Brydges-Chandos-Grenville, I duca di Buckingham e Chandos, I conte Temple di Stowe (1776–1839)
- Richard Plantagenet Temple-Nugent-Brydges-Chandos-Grenville, II duca di Buckingham e Chandos, II conte Temple di Stowe (1797–1861)
- Richard Plantagenet Campbell Temple-Nugent-Brydges-Chandos-Grenville, III duca di Buckingham e Chandos, III conte Temple di Stowe (1823–1889)
- William Stephen Temple-Gore-Langton, IV conte Temple di Stowe (1847–1902)
- Algernon William Stephen Temple-Gore-Langton, V conte Temple di Stowe (1871–1940)
- Chandos Grenville Temple-Gore-Langton, VI conte Temple di Stowe (1909–1966)
- (Ronald) Stephen Brydges Temple-Gore-Langton, VII conte Temple di Stowe (1910–1988)
- (Walter) Grenville Algernon Temple-Gore-Langton, VIII conte Temple di Stowe (1924-2013)
- James Grenville Temple-Gore-Langton, IX conte Temple di Stowe (n. 1955)

L'erede presunto è il fratello dell'attuale detentore del titolo, Robert Chandos Grenville Temple-Gore-Langton (n. 1957)